# Unión Americana de Natación de las Américas
- Pays des fédérations membres de l'UANA.

Pays des fédérations membres de l'UANA.

L'Unión Americana de Natación de las Américas (UANA) en espagnol ou Amateur Swimming Union of the Americas (ASUA) en anglais est l'association continentale des fédérations nationales américaines de natation, fondée en 1948. Elle supervise les compétitions internationales américaines de natation sportive, natation synchronisée, plongeon et water-polo.
Membre elle-même de la Fédération internationale de natation, l'UANA chapeaute deux confédérations continentales : la Confederación Sudamericana de Natación pour l'Amérique du Sud, la Confederación Centroamericana y del Caribe de Natación pour l'Amérique centrale et les Caraïbes.

## Zones et membres
L'UANA répartit ses membres en quatre zones. Les deux confédérations régionales et les deux fédérations nationales sont responsables des compétitions internes à leur zone, même si quelques fédérations géographiquement proches peuvent participer.
La zone 1 est organisée par la Confederación Sudamericana de Natación (CONSANAT) à laquelle appartiennent douze fédérations de pays d'Amérique du Sud : Argentine, Bolivie, Brésil, Colombie, Chili, Équateur, Guyana, Paraguay, Pérou, Surinam, Uruguay et Venezuela.
La zone 2 est organisée par la Confederación Centroamericana y del Caribe de Natación (CCCAN) à laquelle appartiennent vingt-quatre fédérations de pays d'Amérique centrale et des Caraïbes : Antilles néerlandaises, Antigua-et-Barbuda, Aruba, Bahamas, Barbade, Bermudes, les Îles Caïmans, Costa Rica, Cuba, République dominicaine, Dominique, Salvador, Grenade, Guatemala, Honduras, Jamaïque, Mexique, Nicaragua, Panamá, Porto Rico, Sainte-Lucie, Saint-Vincent-et-les-Grenadines, Trinité-et-Tobago et les Îles Vierges des États-Unis.
Les zones 3 et 4 comptent chacune un seul pays organisé par une fédération nationale des sports aquatiques :
- la zone 3 par l'United States Aquatic Sports pour les États-Unis,
- et la zone 4 par la Fédération aquatique du Canada pour le Canada.

En décembre 2010, trois fédérations nationales du continent américain sont membres de la Fédération internationale de natation, mais pas d'une confédération de l'UANA : Saint-Christophe-et-Niévès, Îles Turques-et-Caïques et Îles Vierges britanniques.